# Architettura inca

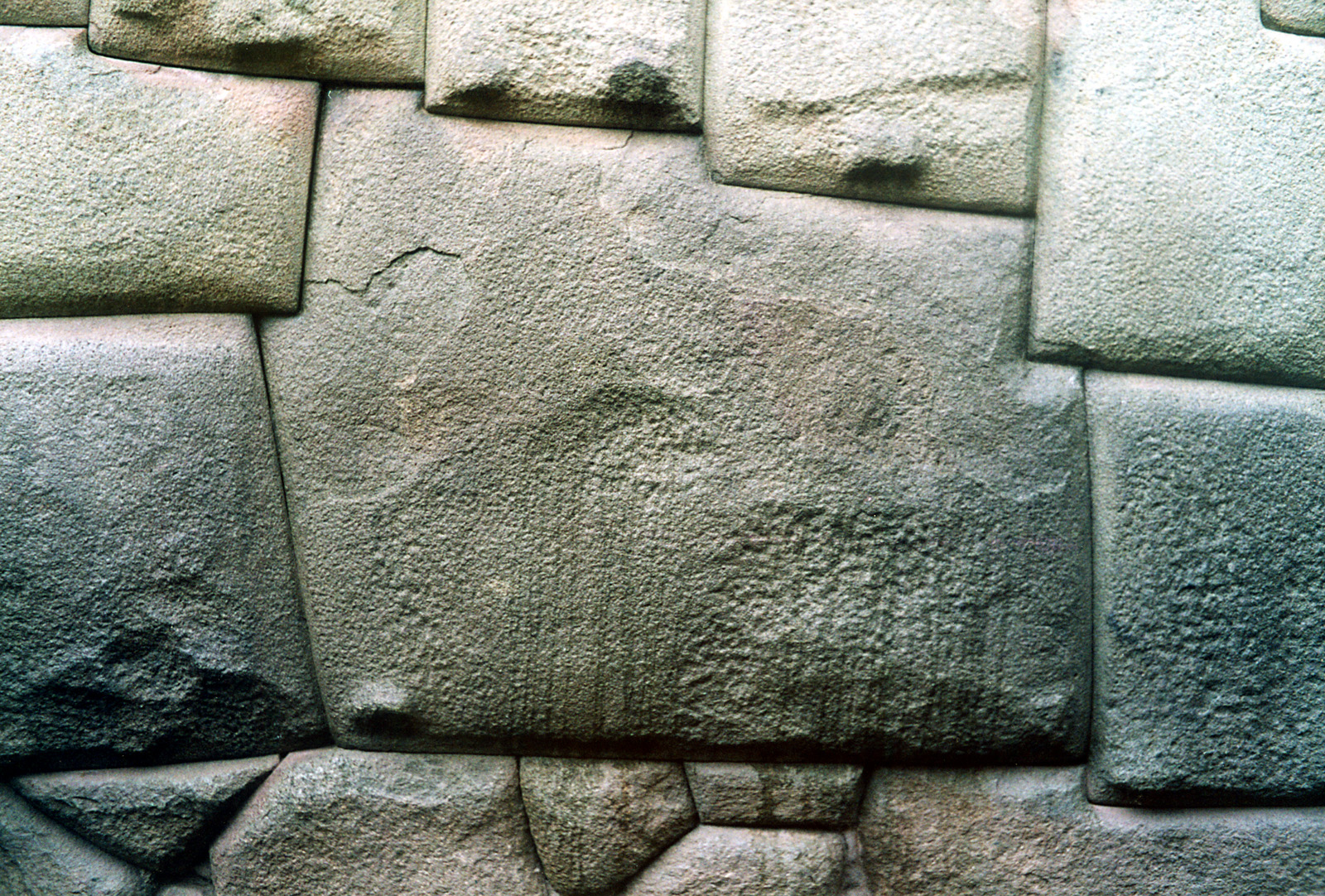
La pietra a dodici angoli, situata nella strada Hatum Rumiyoc di Cuzco, è un classico esempio di edilizia Inca

L'architettura inca è la più significativa architettura precolombiana nell'America meridionale. Gli Inca ereditarono la tecnica architettonica dagli Tiahuanaco, una civiltà che nel II secolo a.C. abitò l'attuale Bolivia. Buona parte delle architetture dell'antica capitale inca di Cuzco mostrano influenze spagnole. La città di Machu Picchu è il miglior esempio conservato di architettura inca. Altri siti interessanti sono Sacsayhuamán e Ollantaytambo. Gli Inca svilupparono anche un complesso sistema stradale che ricopriva buona parte della costa occidentale del continente.

## Caratteristiche
Gli edifici inca erano fatti di pietre semilavorate cementate con malta; anche le mura in adobe (mattoni essiccati) erano abbastanza comuni, solitamente eretti su fondamenta in pietra. La più comune forma degli edifici era quella rettangolare, senza muri interni e con tetti costituiti da fasci di legna o da piante essiccate. Esistono molte varianti di questo schema, tra cui tetti spioventi, camere con uno o due dei lati lunghi aperti e stanze che condividevano un lato lungo. Gli edifici rettangolari erano usati per molti fini, dalle umili case ai palazzi ed ai templi. Esistono anche esemplari di muri curvi, soprattutto nelle regioni esterne dell'impero. Gli edifici a due piani erano rari; quando venivano costruiti, il secondo piano era accessibile dall'esterno tramite una scala o un terrapieno, invece che dall'interno. Le aperture dei muri, comprese porte, nicchie e finestre, erano di solito trapezoidali; potevano contenere doppi o tripli stipiti per motivi ornamentali. Raramente si trovavano altre decorazioni; alcuni muri erano dipinti o ornati con placche metalliche, ed in rari casi i muri venivano scolpiti con piccoli animali o motivi geometrici.
La più famosa forma complessa d architettura inca è il kancha, un edificio rettangolare che conteneva tre o più stanze rettangolari piazzate simmetricamente attorno ad una corte centrale. I kancha erano la struttura base delle abitazioni, dei templi o dei palazzi; inoltre, molti kancha erano raggruppati per formare blocchi di insediamenti inca. Una testimonianza dell'importanza di questi edifici è rappresentata dal centro della capitale inca di Cusco, composta di grandi kancha, compreso quello del Tempio del Dio Sole (Qorikancha) e di palazzi. I kancha meglio conservati sono stati trovati a Ollantaytambo, un insediamento inca situato lungo l'Urubamba.
Gli edifici sugli altopiani solitamente avevano il tetto spiovente di paglia e le pareti in muratura, mentre quelli sulla costa avevano le pareti costruite in adobe (mattoni crudi di argilla essiccati al sole), intonacate di fango e dipinte, con il tetto piatto. 

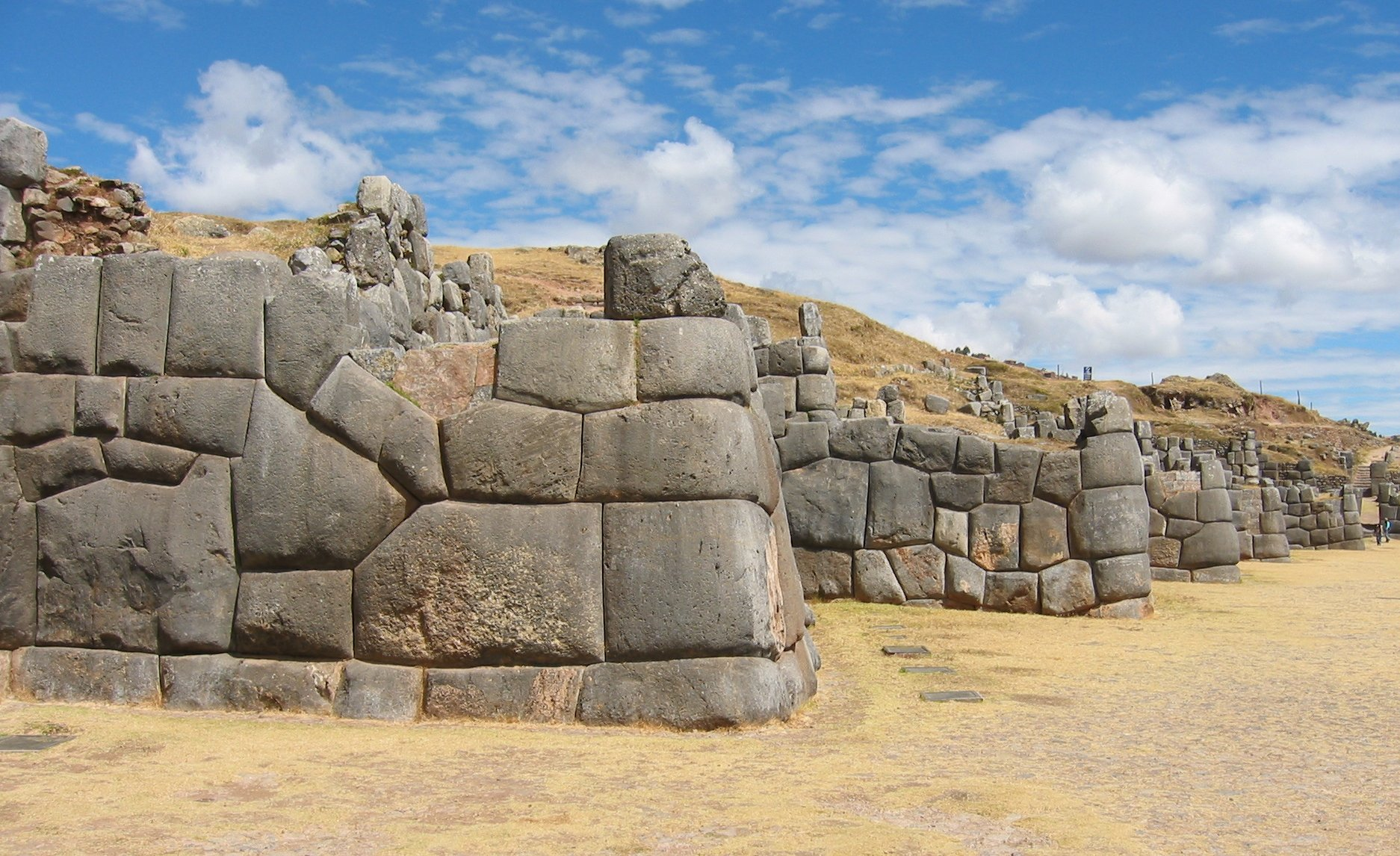
Muratura poligonale ciclopica a Sacsayhuamán

L'architettura inca è conosciuta soprattutto per la sua tecnica edilizia di qualità, con pietre tagliate e modellate con precisione, perfettamente incastrate e bloccate senza l'utilizzo della malta ("a secco"). Comunque, nonostante questa fama, molti edifici furono costruiti con pietre ed adobe come detto sopra. Negli anni quaranta l'archeologo statunitense John Howland Rowe classificò l'edilizia inca in due tipi: semplice, che utilizza pietre rettangolari, e poligonale, con pietre di forma irregolare. Quaranta anni dopo l'architetto peruviano Santiago Agurto definì quattro sottotipi suddividendo le categorie create da Rowe:
- edilizia semplice rivestita: in cui le pietre non sono allineate
- edilizia semplice sedimentaria: in cui le pietre sono disposte su righe orizzontali
- edilizia poligonale cellulare: con piccoli blocchi
- edilizia poligonale ciclopica: con pietre molto grandi

I primi due tipi erano usati per edifici importanti o per le mura perimetrali, mentre gli ultimi due si usavano per i muri dei terrazzi e dei canali dei fiumi.

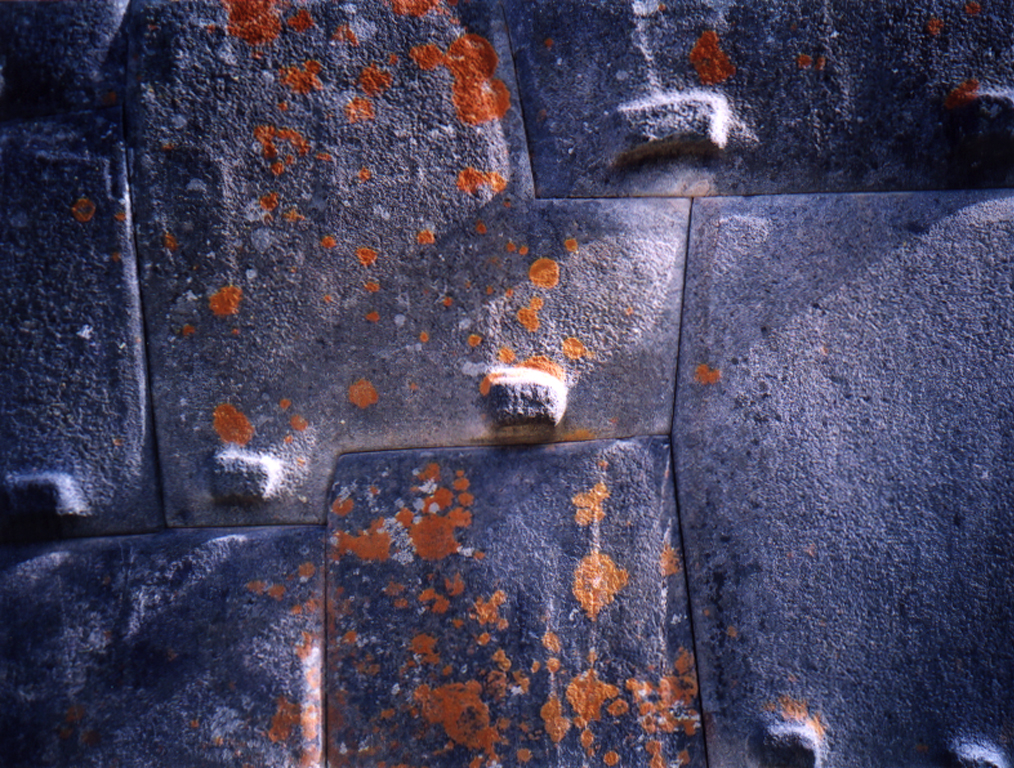
Un muro a Ollantaytambo

Secondo Graziano Gasparini e Luise Margolies, l'edilizia inca di pietra era ispirata dall'architettura di Tiahuanaco, un sito archeologico dell'attuale Bolivia costruito molti secoli prima della nascita dell'impero inca. Essi hanno affermato che secondo le fonti etnostoriche gli Inca erano impressionati da questi monumenti, ed usarono molti artigiani della pietra delle regioni vicine per la costruzione dei propri edifici. Oltre a questo, identificarono anche alcune somiglianze tra l'architettura inca e quella di Tiahuanaco nell'uso di pietre tagliate e levigate, così come di doppi stipiti. Un problema di questa ipotesi è la domanda di come si possa essere conservata la conoscenza della costruzione durante i tre secoli intercorsi tra il collasso di Tiahuanaco e la nascita degli Inca. Come risposta, John Hyslop disse che la conoscenza dei capomastri di Tiahuanaco fu conservata presso il lago Titicaca, in siti quali Tanka Tanka, dove si trovano edifici con mura poligonali.
Un'altra importante influenza dell'architettura inca venne dalla cultura dei Huari, una civiltà contemporanea di Tiahuanaco. Secondo Ann Kendall gli Huari introdussero la tradizione di costruire edifici rettangolari nella regione di Cuzco, creando un modello per lo sviluppo dei kancha Inca. Esistono prove che queste tradizioni si siano mantenute nella regione di Cuzco dopo il declino degli Huari, come dimostrato dalle case trovate presso Choquepuquio, 28 chilometri a sud-est della capitale inca.

## Edilizia e tecniche di costruzione
L'ingegnere idraulico Ken Wright stima che il 60% degli edifici inca siano attualmente sotto terra. Gli Inca costruirono i loro edifici usando i materiali reperibili sul posto, solitamente calcare o granito. Per tagliare queste rocce dure, gli Inca usavano attrezzi in pietra, bronzo o rame, solitamente dividendo le pietre lungo le naturali linee di frattura. Senza la ruota, le pietre venivano fatte rotolare sui legni per superare le salite. Deve essere stata necessaria una consistente forza lavoro. Hyslop afferma che "il segreto della produzione edilizia inca di qualità era l'organizzazione sociale necessaria per sostenere il grande numero di persone che svolgevano questo lavoro estremamente faticoso".

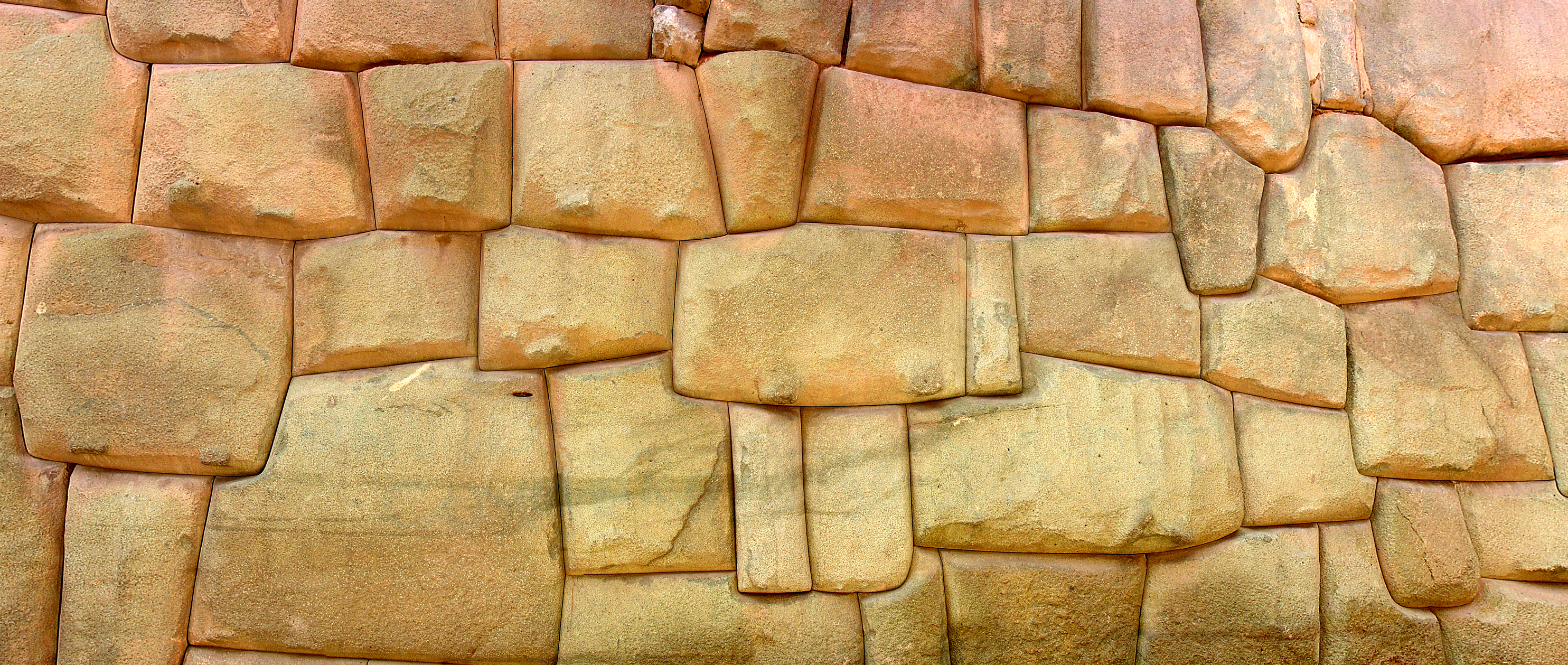
Muro inca a Cuzco

I muri degli edifici inca erano di solito leggermente inclinati verso l'interno, e gli angoli erano arrotondati. Questo, assieme alla precisione, portò gli edifici ad avere un'impareggiabile resistenza sismica grazie all'alta staticità ed alla continuità dinamica, l'assenza di frequenze risonanti e di punti di effetto intaglio. Nel corso di un terremoto di magnitudo bassa o media, gli edifici erano stabili, e durante uno forte i blocchi di pietre "ballavano" attorno alla loro normale posizione atterrando esattamente nello stesso ordine dopo il terremoto.
Un'altra tecnica di costruzione era chiamata architettura con "facciate a guanciale". Questi edifici erano eretti con mattoni adobe cotti e malta fangosa. Gli Inca avrebbero poi sabbiato le grandi pietre ricoperte di fango e argilla. Quindi le accostavano usando la malta tra di loro. Questo stile era tipicamente usato per templi e palazzi reali, come quello di Machu Picchu.

## Architettura agricola

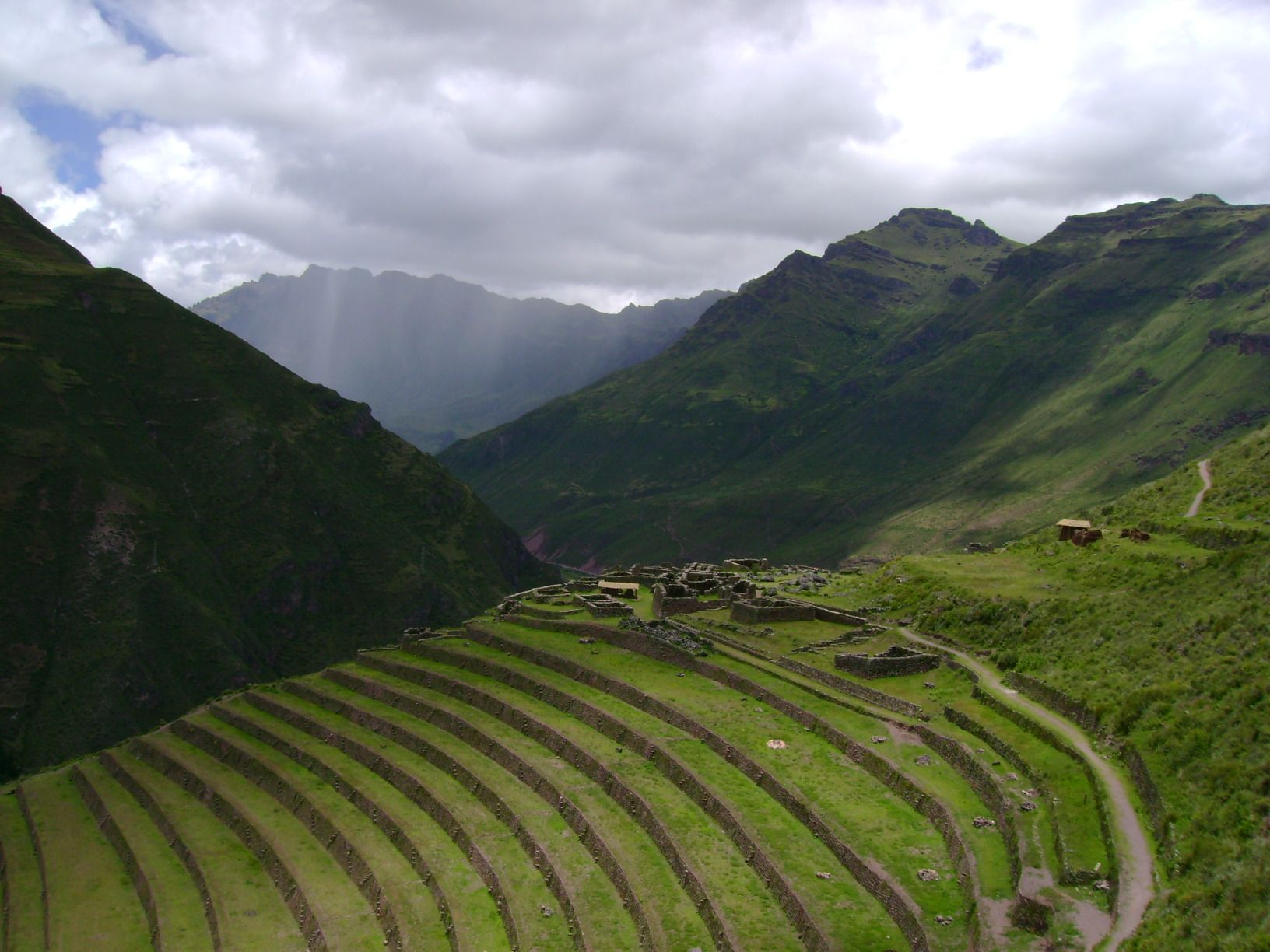
Terrazze Inca a Písac

Forse l'aspetto più famoso dell'architettura inca è l'uso delle terrazze per aumentare la terra coltivabile. Questi gradini fornivano terreno pianeggiante per l'agricoltura proteggendo anche la città dall'erosione e dalle frane tipiche delle Ande. I moderni ingegneri copiano questa tecnica, ad esempio presso la Pepperdine University di Malibù, in California. Gli ingegneri civili di Machu Picchu lo costruirono talmente bene che era ancora intatto nel 1911, quando Hiram Bingham scoprì la città perduta.

## Strade

Sistema stradale dell'impero inca

Gli Inca avevano un complesso sistema stradale. Un'importante strada attraversava le regioni settentrionali della Cordigliera da nord a sud, ed un'altra attraversava le pianure costiere. Strade più corte collegavano le due principali strade in numerosi punti. Il terreno, secondo Cieza de Leon, uno dei primi cronografi della cultura inca, era formidabile. Il sistema stradale correva lungo profonde vallate ed oltre le montagne, su nevai, paludi, rocce e fiumi turbolenti; in alcuni punti le strade erano facili e pavimentate; in altri erano tagliate nella roccia, con mura che costeggiavano i fiumi; ovunque erano tenute pulite e libere da rifiuti, con logge, magazzini, templi del sole e stazioni di posta situate lungo la strada.
Gli Inca non conoscevano la ruota, dato che non avevano animali da tiro, e così tutti i viaggi erano fatti a piedi. Per aiutare i viaggiatori, venivano costruite stazioni di posta ogni pochi chilometri. In queste stazioni si poteva passare la notte, cucinare e dare da mangiare ai propri lama.
I loro ponti, costruiti con corde ingegnosamente unite per formare una struttura stretta ma efficiente, erano il solo modo per attraversare a piedi i fiumi. Se solo uno delle centinaia di ponti era danneggiato, la strada non avrebbe funzionato. Ogni volta che un ponte si rompeva gli abitanti locali lo riparavano il più presto possibile.